# Hôtel de Ligny
L'hôtel de Ligny   qui était également connu  sous le nom d'hôtel d’Adjacet   est un ancien hôtel particulier démoli en 1939 qui était situé  dans le 4e arrondissement de Paris.

## Histoire
L’hôtel qui jouxtait l’hôtel de Noirat, dont la façade  50 rue Vieille-du-Temple  et à l’emplacement du 4 rue des Hospitalières Saint-Gervais, a été construit vers 1608 par Jean de Ligny, seigneur de Rentilly, conseiller et secrétaire du Roi. L’hôtel est acquis en 1821 par Claude Polissard et l’hôtel de Noirat mitoyen en 1824 par sa veuve qui fit réunir les cours des deux hôtels par un passage à travers les 2 ailes mitoyennes en fond de cours et construire des bâtiments à usage de boutiques en bordure des anciens jardins 5 rue des Hospitalières-Saint-Gervais. L’ensemble fut acheté à la fin du XIXe siècle par une compagnie d’assurances qui fit démolir en 1939 les deux hôtels pour une opération immobilière.

## Description
L’hôtel s’ouvrait par une porte cochère rue des Francs-Bourgeois sur une cour peu profonde entourée de 3 corps de logis, un au fond mitoyen de l’hôtel de Noirat et deux ailes, celle de droite en angle sur la rue Vieille-du-Temple (numéro 52) comportant des boutiques au rez-de-chaussée, celle de gauche surmontée d’un haut comble pointu recouvert d’ardoises. Le jardin s’étendant à gauche fut réduit par l’ouverture de la rue des Hospitalières-Saint-Gervais en 1817 puis remplacé par des bâtiments par Madame Polissard.

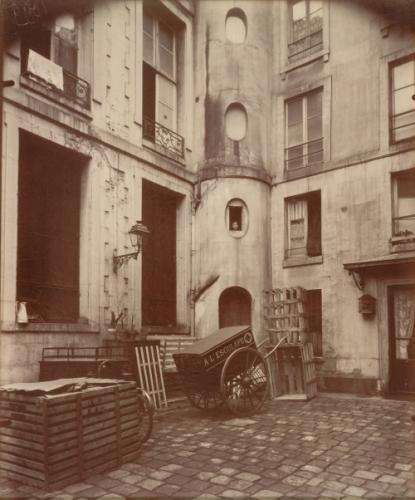
Cour.
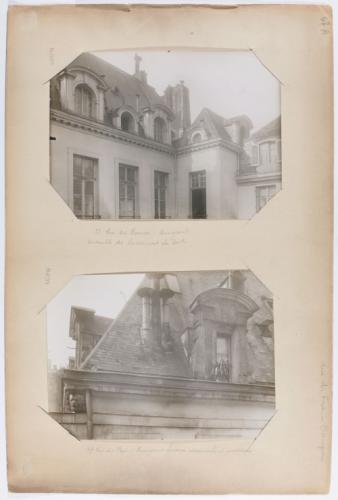
Détails.